# SkyBahamas Airlines
SkyBahamas Airlines (im Markenauftritt SkyBahamas) war eine Fluggesellschaft mit Sitz auf dem Flughafen Nassau auf den Bahamas.
Das Unternehmen musste seinen Flugbetrieb auf Anweisung der zivilen Luftfahrtbehörde der Bahamas am 8. Juli 2019 einstellen. Hierzu kam es, nachdem SkyBahamas’ vorheriges Luftverkehrsbetreiberzeugnis am 29. Juni desselben Jahres ausgelaufen war und das Unternehmen seinen Betrieb – noch auf die Verlängerung ebendieser abgelaufenen Genehmigung wartend – einfach fortgesetzt hatte. Die zivile Luftfahrtbehörde behielt sich eine Wiedererteilung des AOCs vor und bemängelte Sicherheitsaspekte, während der Geschäftsführer Randy Butler die bemängelten Punkte als „lächerlich“ bezeichnete und auf die sich zuspitzende finanzielle Situation angesichts des ausbleibenden Cashflows verwies.

## Flugziele
SkyBahamas flog regionale Ziele wie z. B. Cat Island, Freeport, Exuma, Abaco und San Salvador auf den Bahamas und Fort Lauderdale in den USA an.

## Flotte
Mit Stand August 2019 bestand die Flotte der SkyBahamas aus drei Flugzeugen mit einem Durchschnittsalter von 29,4 Jahren:
| Flugzeugtyp | aktiv | bestellt | Anmerkungen  | Sitzplätze |
| ----------- | ----- | -------- | ------------ | ---------- |
| Saab 340A   | 2     |          | alle inaktiv | 33         |
| Saab 340B   | 1     |          | alle inaktiv | 33         |
| Gesamt      | 3     | —        |              |            |

Weitere Cessna 152 wurden für Rundflüge genutzt.